# Betoro

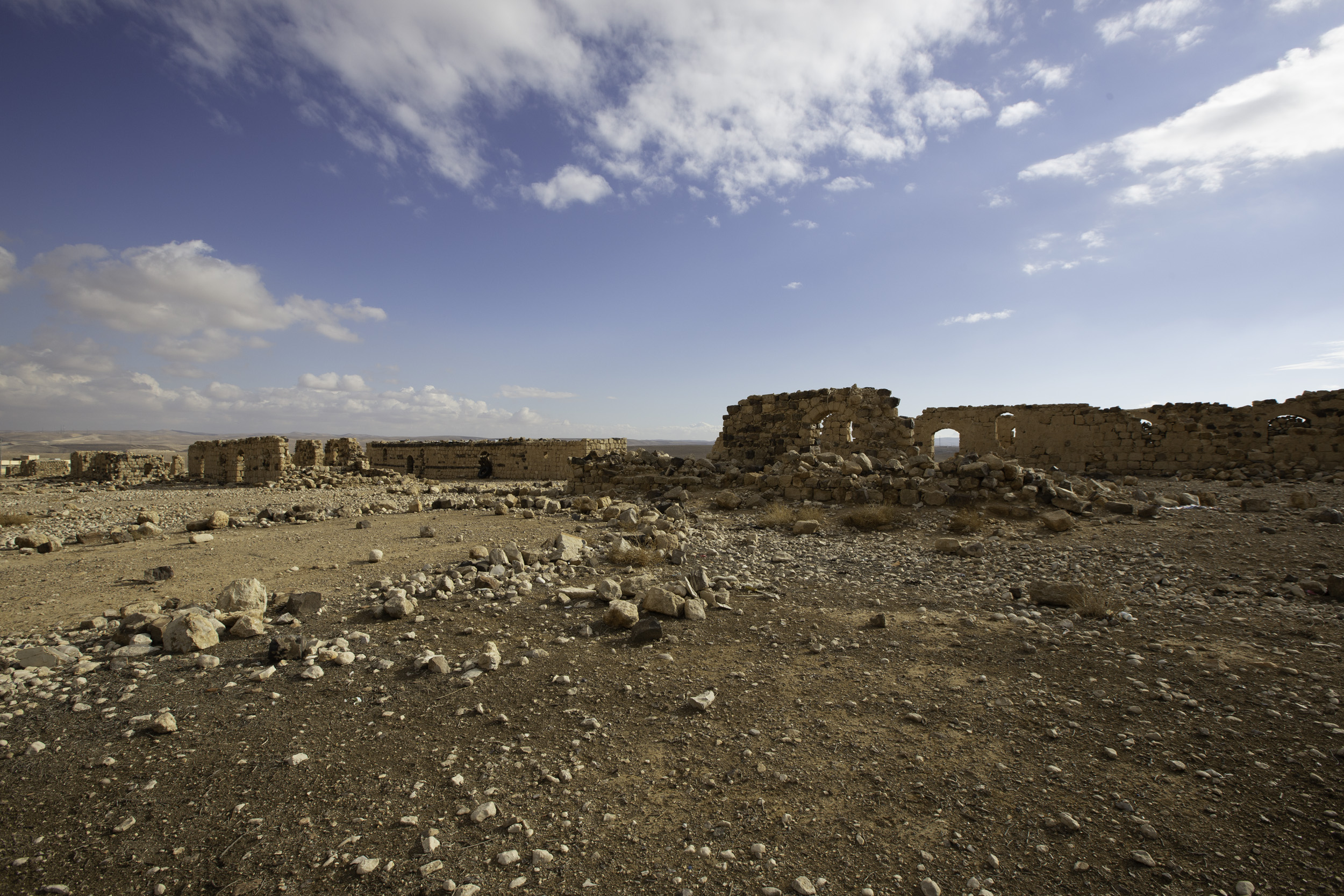

Betoro (Betthorus en latín), hoy en árabe conocida por Leyún (de legio), es un manantial en Jordania. Fue sede de la legión cuarta marcia hasta la retirada de esta en el siglo VI.
Hoy aún son visibles los restos del castro de esta legión, componente del límite arábigo.